# 도망자 (1965년 영화)
"도망자"는 한국에서 제작된 이강원 감독의 1965년 영화이다. 박노식 등이 주연으로 출연하였고 우기동 등이 제작에 참여하였다.

## 출연

### 주연
- 박노식
- 김지미
- 황해

## 기타
- 조명: 강용신
- 미술: 정우택